# Уилям Гоус
Уилям Кристи Гоус (на английски: William Christie Gosse) е англо-австралийски геодезист, пътешественик-изследовател.

## Ранни години (1842 – 1872)
Роден е на 11 декември 1842 година в Ходесдон, графство Хартфордшър, Англия, втори син в семейството на лекар. През 1850 цялото семейство емигрира в Аделаида, Австралия, надявайки се там бащата да се излекува от бронхит. След завършване на средното си образование, през 1859 Гоус започва работа като инспектор по земите в правителството на Южна Австралия и до 1868 извършва триангулационни измервания в северните и централни части на страната.

## Експедиционна дейност (1872 – 1874)
През лятото (декември-март) на 1872 – 1873 участва в експедицията на Ърнест Джайлс. Експедицията тръгва от станцията на трансавстралийския телеграф Чамбърс Пилар на югозапад, пресича планинския хребет Макдонъл и навлиза в пустинята Гибсън. Изследват горното течение на река Финке в Централна Австралия, на 24°50′ ю. ш. 130°45′ и. д. откриват езерото Амадеус и на североизток от него хребета Джордж Джайлс.
През 1873 със седем души предприема осем-месечна експедиция за изследване на източната част на пустинята Гибсън и района между хребетите Мъсгрейв и Макдонъл в Централна Австралия. Въпреки че експедицията му не открива нови обекти, тя допринася за уточняване на близо 60 хил. мили2 (около 155 хил. км2) от картата на централните части на страната и допълва откритията извършени от Ърнест Джайлс предишната година.

## Следващи години (1874 – 1881)
През 1874 г. Гоус се жени за Агнес Хей, от която има три деца. През 1875 е назначен за заместник генерален инспектор. През 1881 планира да посети отново Англия, но на 12 август получава сърдечен удар и в рамките на няколко часа умира в дома си в Аделаида на 38-годишна възраст.